# 葛禮瓦鎮區
葛禮瓦鎮區，又譯卡列瓦鎮區，為緬甸實皆省吉靈廟縣的鎮區。2014年人口56,432人，區域面積2,354.8平方公里。該鎮區轄下65個村莊。葛禮瓦為該鎮區之首府。帕魯閘瓦煤礦（Paluzawa Coal Mine）則坐落於此鎮區。

## 毗鄰
與葛禮瓦鎮接壤的地區有：
- 茂叻鎮區：位在該鎮北方。
- 均拉鎮區：位在該鎮東方。
- 敏金鎮區：位在該鎮南方。
- 吉靈廟鎮區：位在該鎮西方。

## 外部連結
- "Kalewa Google Satellite Map and Gazetteer" （页面存档备份，存于）